# Кальчик (станція)
Ка́льчик — вантажна залізнична станція 4-го класу Лиманської дирекції Донецької залізниці (до грудня 2014 року — Ясинуватська дирекція) на лінії Волноваха — Маріуполь-Порт між станціями Асланове (7 км) та Карань (22 км). Від станції Кальчик відгалужується лінія у напрямку станції Сіонітний.
Розташована у селі Кальчик, поруч із селом Афіни Маріупольського району Донецької області.

## Історія
Станція відкрита 1882 року під час будівництва лінії Ясинувата — Маріуполь.

## Пасажирське сполучення
На станції зупиняються електропоїзди сполученням Маріуполь — Волноваха.